# Fuente San Luis
Fuente San Luis (en valenciano y oficialmente Fonteta de Sant Lluís) es un barrio de la ciudad de Valencia (España), situado en el distrito de Quatre Carreres. Se encuentra en el extrarradio de la ciudad y limita al norte con los barrios de Na Rovella y Ciudad de las Artes y las Ciencias, al este y sur con el de La Punta y al oeste con el de Malilla, todos ellos en el mismo distrito. Su población en 2022 era de 3040 habitantes.

## Historia
Las primeras noticias del paraje datan de 1579, cuando san Luis Bertrán, que se hallaba enfermo al padecer de una constante sed, se dirigió a una fuente que le recomendaron, en el camino de Ruzafa a la Albufera. Al beber de la fuente se sintió tan mejorado que la bendijo y según el párroco Vidal y Micó "desde entonces no ha faltada el agua en aquella Fonteta de Sant Lluís, devolviendo en bastantes ocasiones la salud a los enfermos". En el siglo XVII o XVIII se levantó, en memoria de los milagros del santo, una ermita que dependía de la parroquia de San Valero de Ruzafa. Fue en 1902 cuando el caserío que se había ido formando alrededor de dicha ermita se elevó a la categoría de parroquia, con lo que el templo se amplió para tomar su forma actual.
El barrio actual está conformado por la población antigua, alrededor de la cual fue creciendo la urbanización moderna a partir de la década de 1970. Estos nuevos edificios fueron en su mayoría fincas de varias alturas típicas del éxodo rural. En la actualidad se están terminando de urbanizar los últimos sectores de huertas restantes, mediante el PAI de Quatre Carreres, entre el IES de Sant Jordi y el CP Santo Cáliz. Así se vivía antes

## Transportes
Aquí se halla la estación de Valencia-Fuente San Luis, en la que efectúan parada los trenes de la línea C-6 de Cercanías Valencia. En ella, además, efectúan frecuentemente los trenes Arco y Talgo sus inversiones de marcha. Además también se puede llegar al barrio desde el centro de la ciudad con las líneas municipales de autobús EMT números 7, 13 y desde otros puntos de la ciudad con la línea 99.

## Patrimonio

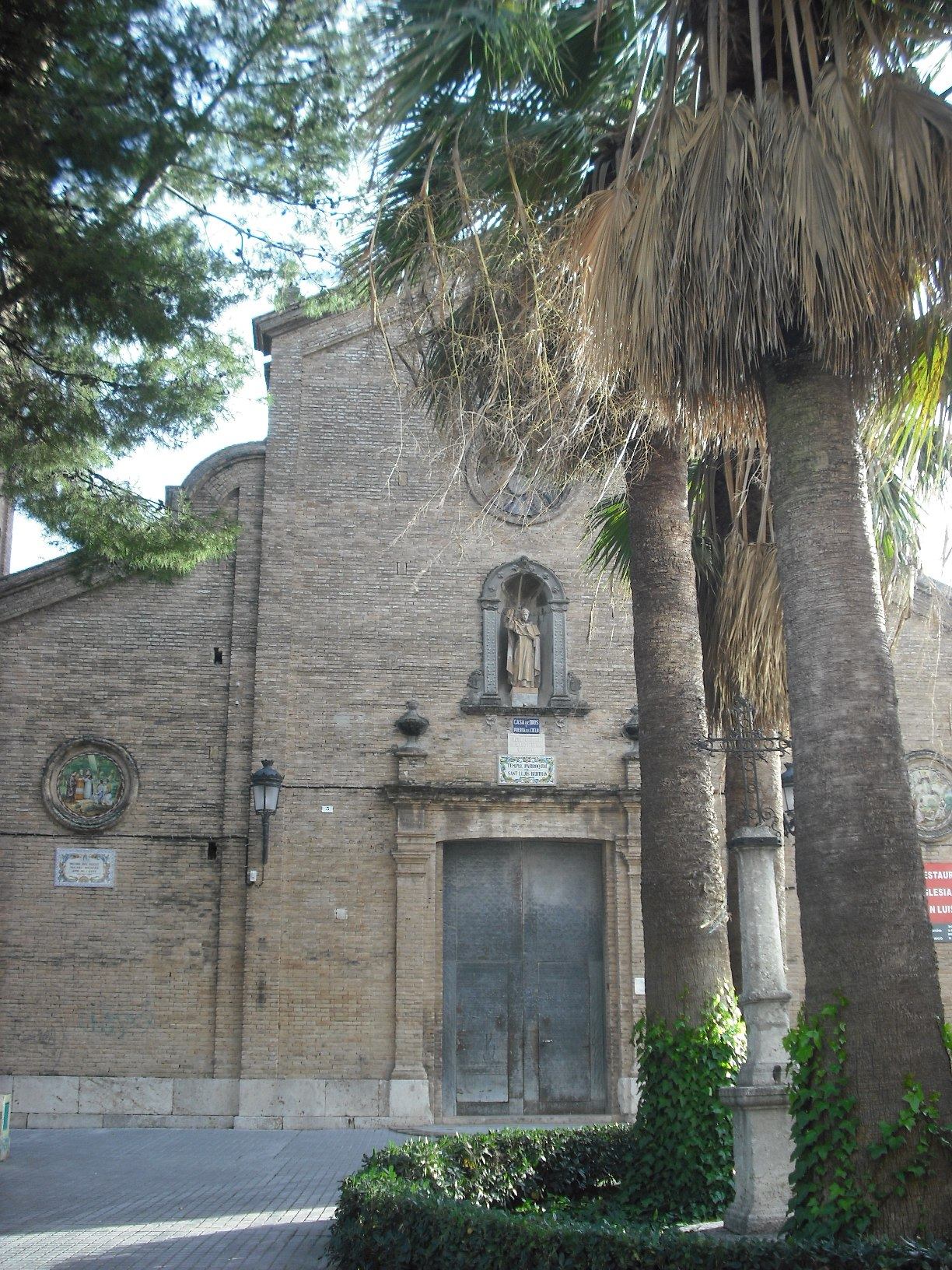
Iglesia de San Luis Bertrán.

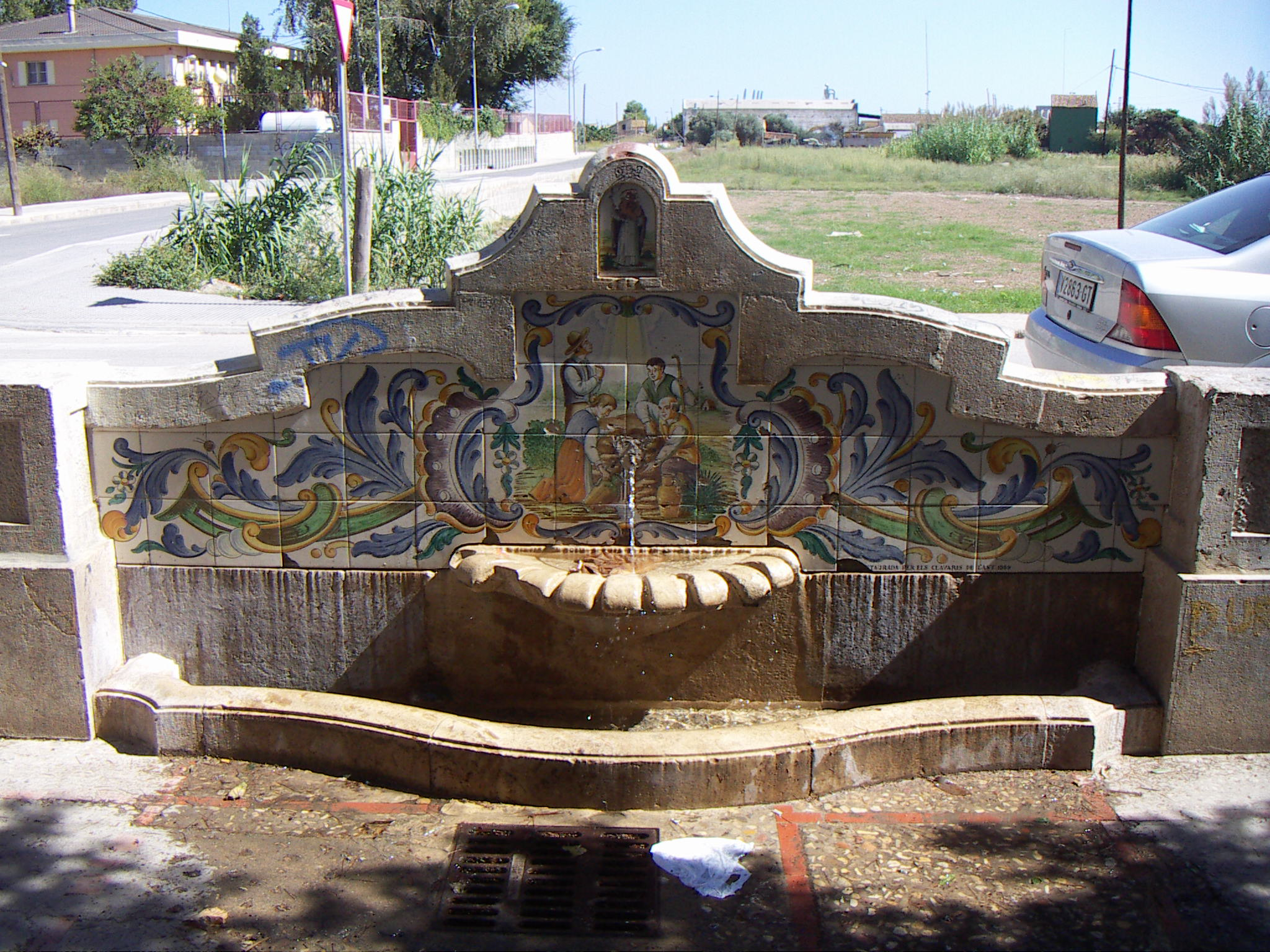
Fuente de San Luis, que ha dado nombre al barrio.

- Iglesia de San Luis Bertrán: El templo actual data de 1902, cuando fue elevado a parroquia.

La parroquia de San Luis Bertrán (Fonteta) de Valencia está erigida sobre el emplazamiento de una antigua ermita del siglo XVII que fue demolida parcialmente en el año 1832. A partir de esa ermita, se inició la construcción del actual templo a cargo de don Francisco Javier Borrull Vilanova, obras que se realizaron aprovechando algunos de los muros de la ermita originaria. Fue en el año 1832 cuando quedó terminado el edificio menos la fachada principal y el campanario, elementos que se terminaron entre los años 1908 y 1909. 
El templo es de cruz latina con cuatro capillas en cada uno de los laterales y presenta el ábside recto, con la particularidad de que la disposición de éste es plana y no se ve reflejado especialmente, lo cual puede ser debido a que la construcción de la nave central se hizo como agregación de la ermita. 
La cubrición de la nave central es mediante bóveda de medio cañón, peraltada con lunetos, mientras que el transepto está cubierto con bóveda de crucería. Por lo que respecta a la decoración interior de la iglesia, es fiel a los cánones establecidos para el estilo del edificio, con pilastras con capiteles corintios que soportan el entablamento que visualmente corta el espacio en altura y a partir del cual arranca la bóveda de medio cañón que, como se ha aludido antes, es peraltada, dándole al conjunto el efecto óptico de ser de mayor altura que la real. 
Todo ello está tratado mediante pinturas enfatizando los arcos fajones, lunetos y pilastras respecto del medio cañón que conforma la bóveda y que tan solo se reviste en color blanco. Las capillas laterales tienen sus bóvedas decoradas con frescos del pintor Remigio Soler que sin ser de gran calidad, consiguen definir un espacio polícromo que configura correctamente el espacio de la iglesia creando un conjunto con una gran corrección formal. 
En cuanto a los últimos elementos que se construyeron, fachada principal y campanario, se diseñaron según los criterios compositivos del barroco valenciano, estilo que predomina en el conjunto. El campanario en concreto fue realizado por fray Mateo Campany, maestro de obras, y su diseño sigue fielmente las torres valencianas típicas del siglo XVII. 
Ha sido un templo que ha gozado siempre de preeminencias, ya que atendía incluso la zona de Ruzafa, Malilla y todas las alquerías y caseríos de esta parte de Valencia hasta la Albufera. 
Desde el 2006, reside en ella el párroco D. Vicent Pastor Bañuls, el cual ha restaurado el templo entero, dotando a la parroquia de mejoras en cimiento, pintura, megafonía, luz...; hasta las campanas (restauradas por la empresa Manclus).

## Cultura
- Fiesta de San Luis Betrán: Se celebra del 20 al 25 de julio y durante estas fechas los clavarios preparan las diversas actividades de la festividad, entre las que se encuentran la cabalgata y diversas procesiones.
- Fiesta de San Antonio: Se celebra en enero en la plaza de la Iglesia, donde se bendice a los animales, acto generalmente amenizado con música orquestal y que finaliza con una hoguera.
- Fallas: La Fonteta cuenta con dos comisiones: Falla Grabador Jordán - Escultor Pastor, más conocida como Falla La Fonteta, y Falla Ángel Villena-Pintor Sabater